# Wahlen 2000
◄◄ | ◄ | 1996 | 1997 | 1998 | 1999 | Wahlen 2000 | 2001 | 2002 | 2003 | 2004 | ► | ►►

Weitere Ereignisse
Die hier unvollständig aufgelisteten Wahlen und Referenden fanden im Jahr 2000 statt oder waren für das angegebene Datum vorgesehen.
Bei weitem nicht alle der hier aufgeführten Wahlen wurden nach international anerkannten demokratischen Standards durchgeführt. Enthalten sind auch Scheinwahlen in Diktaturen ohne Alternativkandidaten oder Wahlen, deren Ergebnisse durch massiven Wahlbetrug oder ohne fairen, gleichrangigen Zugang der konkurrierenden Kandidaten oder Parteien zu den Massenmedien zustande gekommen sind.
Aufgrund der großen Zahl der Wahlen, die jedes Jahr weltweit durchgeführt werden, kann die Liste keinen Anspruch auf Vollständigkeit erheben. Angestrebt wird auf jeden Fall die Auflistung sämtlicher Wahlen von mindestens nationaler Bedeutung.:

## Afrika
- Am 27. Februar und 19. März fand die Präsidentschaftswahl in Senegal 2000 statt
- Zwischen Mai und August fand die Parlamentswahl in Äthiopien 2000 statt.
- Am 22. Oktober fand die Präsidentschaftswahl in der Elfenbeinküste 2000 statt.
- Zwischen dem 18. Oktober und dem 8. November fand die Parlamentswahl in Ägypten 2000 statt.
- Am 7. Dezember fand die Präsidentschafts- und Parlamentswahl in Ghana 2000 statt.
- Am 10. Dezember 2000 und am 14. Januar 2001 fand die Parlamentswahl in der Elfenbeinküste 2000/2001 statt.

## Amerika
- 16. Januar: Präsidentschaftswahl in Chile (Stichwahl)
- 14. Mai: Kommunalwahlen in Uruguay
- 2. Juli: Präsidentschafts- und Parlamentswahl in Mexiko
- 30. Juli: Präsidentschaftswahl in Venezuela. Hugo Chávez wurde mit fast 60 % der abgegebenen Stimmen als Präsident bestätigt
- 7. November:
  - US-Präsidentschaftswahl (George W. Bush gewann knapp vor Al Gore)
  - Wahl zum US-Repräsentantenhaus
  - Wahl zum US-Senat
  - Gouverneurswahlen in 11 Bundesstaaten (Delaware, Indiana, Missouri, Montana, New Hampshire, North Carolina, North Dakota, Utah, Vermont, Washington, West Virginia) und zwei Territorien (Puerto Rico, Amerikanisch-Samoa)

## Asien
- Aserbaidschan: Parlamentswahl
- Hong Kong: Parlamentswahl
- Iran: Parlamentswahl
- Japan: Shūgiin-Wahl
- Kirgisistan: Präsidentschaftswahl
- Mongolei: Parlamentswahl
- Sri Lanka: Parlamentswahl
- Syrien: einen Monat nach dem Tod seines Vaters, wird Baschar al-Assad per Referendum mit 97,29 % der Stimmen zum Präsidenten gewählt.
- Südkorea: Parlamentswahl
- Taiwan: Wahl des Präsidenten
- Usbekistan: Präsidentschaftswahl

## Europa

### Dänemark
- Am 28. September fand das Referendum über die Einführung des Euro statt.

### Deutschland
- Am 27. Februar fand die Landtagswahl in Schleswig-Holstein 2000 statt.
- Am 14. Mai fand die Landtagswahl in Nordrhein-Westfalen 2000 statt.

### Finnland
- Am 16. Januar und am 6. Februar fand die Präsidentschaftswahl in Finnland 2000 statt.

### Frankreich
- 24. September: Volksabstimmung zur Frage, ob die Amtszeit des französischen Staatspräsidenten von sieben auf fünf Jahre verkürzt werden sollte, siehe Septennat (Frankreich)

### Griechenland
- Am 8. April fand die Parlamentswahl in Griechenland 2000 statt.

### Italien
- Am 16. April fand die Regionalwahlen in Italien 2000 statt.

### Litauen
- Am 8. Oktober fand die Parlamentswahl in Litauen 2000 statt.

### Österreich
- 2. April: Gemeinderatswahlen in Niederösterreich 2000
- Am 15. Oktober fand die Landtagswahl in der Steiermark 2000 statt.
- Am 3. Dezember fand die Landtagswahl im Burgenland 2000 statt.

### Polen
- Am 8. Oktober fand die Präsidentschaftswahl in Polen 2000 statt.

### Rumänien
- Am 26. November fand die Parlamentswahl in Rumänien 2000 statt.
- Am 26. November und am 10. Dezember fand die Präsidentschaftswahl in Rumänien 2000 statt.

### Russland
- Am 26. März fand die Präsidentschaftswahl in Russland 2000 statt.

### Schweiz
- Am 6. Dezember fand die Ersatzwahl für den Bundesratssitz des zurückgetretenen Adolf Ogi statt.
  - Siehe Bundesratswahl 2000.

### Slowenien
- Am 15. Oktober fand die Parlamentswahl in Slowenien 2000 statt.

### Spanien
- Am 12. März fand die Parlamentswahl in Spanien 2000 statt.